# Panthasaurus maleriensis
Il panthasauro (Panthasaurus maleriensis) è un anfibio temnospondilo estinto, appartenente ai metoposauridi. Visse nel Triassico superiore (Norico, circa 227 - 220 milioni di anni fa) e i suoi resti fossili sono stati ritrovati in India.

## Descrizione
Questo animale era di grandi dimensioni e poteva superare i due metri di lunghezza. Possedeva un cranio grande e piatto, dalle orbite poste molto anteriormente e dalla bocca molto ampia; in generale, Panthasaurus era molto simile ai ben noti Metoposaurus dell'Europa e Anaschisma del Nordamerica, ma se ne differenziava per alcune particolarità del cranio e di alcune parti dello scheletro postcranico (ad esempio la forma dell'interclavicola). Il cranio di Panthasaurus era molto simile a quello di Metoposaurus sotto molti aspetti, tra i quali l'osso lacrimale che formava parte del margine orbitale (cosa che non avveniva in Anaschisma). La parte posteriore dell'interclavicola, tuttavia, era decisamente più corta rispetto a quella di Metoposaurus, ed era più simile a quella di Anaschisma.

## Classificazione
Panthasaurus è un membro dei metoposauridi, un gruppo di anfibi temnospondili di grandi dimensioni e dal caratteristico cranio piatto, dalle abitudini strettamente acquatiche. I primi fossili di questo animale vennero scoperti nella formazione Maleri in India orientale, nel bacino di Pranhita-Godavari, e vennero descritti per la prima volta da Chowdhury nel 1965 con il nome di Metoposaurus maleriensis. Successivamente Hunt (1993) attribuì questi resti al genere nordamericano Buettneria (ora noto come Anaschisma) e questa classificazione venne mantenuta da Sulej (2002). In uno studio del 2018, tuttavia, Chakravorti e Sengupta conclusero che gli esemplari noti come Metoposaurus maleriensis formavano un morfotipo ben distinto dagli altri metoposauridi del Laurasia, e istituirono quindi il genere Panthasaurus per questa specie. In particolare, sembra che Panthasaurus fosse una forma intermedia tra il nordamericano Anaschisma e l'europeo Metoposaurus. 